# Drum național 3A
Der Drum național 3A (rumänisch für „Nationalstraße 3A“, kurz DN3A) ist eine Hauptstraße in Rumänien. Die Straße verläuft nördlich parallel zur Autobahn A2.

## Verlauf
Die Straße beginnt in Lehliu Gară in der Bărăgan-Steppe, wo sie vom Drum național 3 nach Osten abzweigt. Sie verläuft durch Dragalina, kreuzt den Drum național 21 und endet im Ortsteil Fetești Gară der Stadt Fetești am Drum național 3B, der dem Donauarm Brațul Borcea folgt.
Die Länge der Straße beträgt rund 77 km.